# اوچ‌تپه (امام‌اغلو)
اوچ‌تپه (به ترکی استانبولی: Üçtepe) یک منطقهٔ مسکونی در ترکیه است که در امام‌اغلو واقع شده‌است.